# Dichochrysa varians
Dichochrysa varians är en insektsart som först beskrevs av Douglas E. Kimmins 1959.  Dichochrysa varians ingår i släktet Dichochrysa och familjen guldögonsländor. Inga underarter finns listade i Catalogue of Life.